# Foametea din Etiopia din 1983-1985

Foametea din Etiopia 1984-1985

Foametea din Etiopia dintre anii 1983-1985, a fost cauzată de secetă și instabilitatea politică din țară. Ea a cauzat moartea a cca. 8 milioane de oameni, regiunea din nordul țării a fost mai mult afectată de foamete, aici murind cca. 1 milion de oameni. Din cauza acestei catastrofe Etiopia este cunoscută în lume ca Țara foamei.

## Prezentarea situației din Etiopia
Economia țării se bazează în special pe agricultură. În această ramură lucrează patru cincimi din populație, și exportul este în procent de 90% constituit din produse agricole. Dintre aceste, cel mai important export, este exportul de cafea. Circa 15 milioane de etiopieni, un sfert din populația țării, lucrează în ramura producției de cafea. Producția agricolă a Etiopiei este foarte sensibilă la variația cantității de precipitații, care a scăzut considerabil în ultimul timp, una din cauze fiind defrișările masive de pădure, care s-au efectuat pentru a extinde terenurile agricole. Din anii 1960, au avut loc lupte în Nordul țării, cu rebelii din provincia Eritrea. De asemenea, sunt revolte și în unele regiuni învecinate cu Eritrea ca regiunea Tigray. După detronarea în 1974 a împăratului Haile Selassie, a preluat puterea de stat, dictatura militară a lui Mengistu Haile Mariam care a continuat lupta cu rebelii. Astfel, veniturile alocate dezvoltării țării au scăzut prin sistarea exportului și datorită cheltuielilor militare. Deja prin anii 1970, a început o perioadă de secetă, care a distrus recolta din zona africană Sahel, care se întinde și pe teritoriul Etiopiei. Prin anii 1980, foametea se agravează mai cu seamă în Nordul țării ca regiunile din Podișul Etiopiei, Eritrea Centrală, Tigray, Wollo și unele ținuturi din Begemder și Shewa.